# Recilia horvathi
Recilia horvathi är en insektsart som beskrevs av Then 1896. Recilia horvathi ingår i släktet Recilia och familjen dvärgstritar. Inga underarter finns listade i Catalogue of Life.